# Hyllisia ruficolor
Hyllisia ruficolor là một loài bọ cánh cứng trong họ Cerambycidae.